# مگان نیکول
مگان نیکول (انگلیسی: Megan Nicole؛ زادهٔ ۱ سپتامبر ۱۹۹۳) یک خواننده-ترانه‌پرداز و بازیگر مکزیکی‌تبار اهل ایالات متحده آمریکا است. وی از سال ۲۰۱۰ میلادی تاکنون مشغول فعالیت بوده‌است.
از فیلم‌ها یا مجموعه‌های تلویزیونی که وی در آن‌ها نقش داشته‌است، می‌توان به همیشه تابستان اشاره نمود.